# John Bull (locomotief)

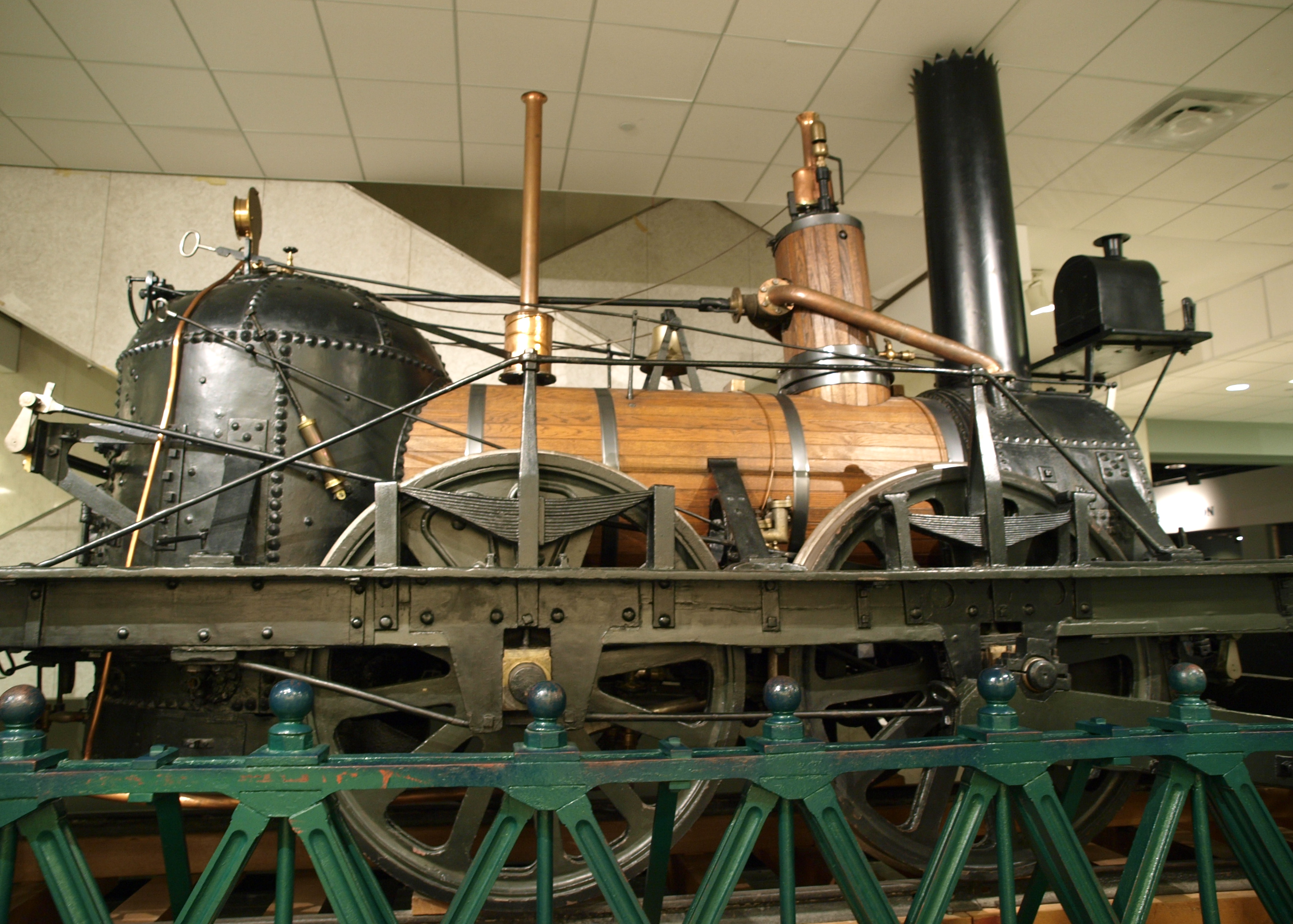
John Bull in het National Museum of American History

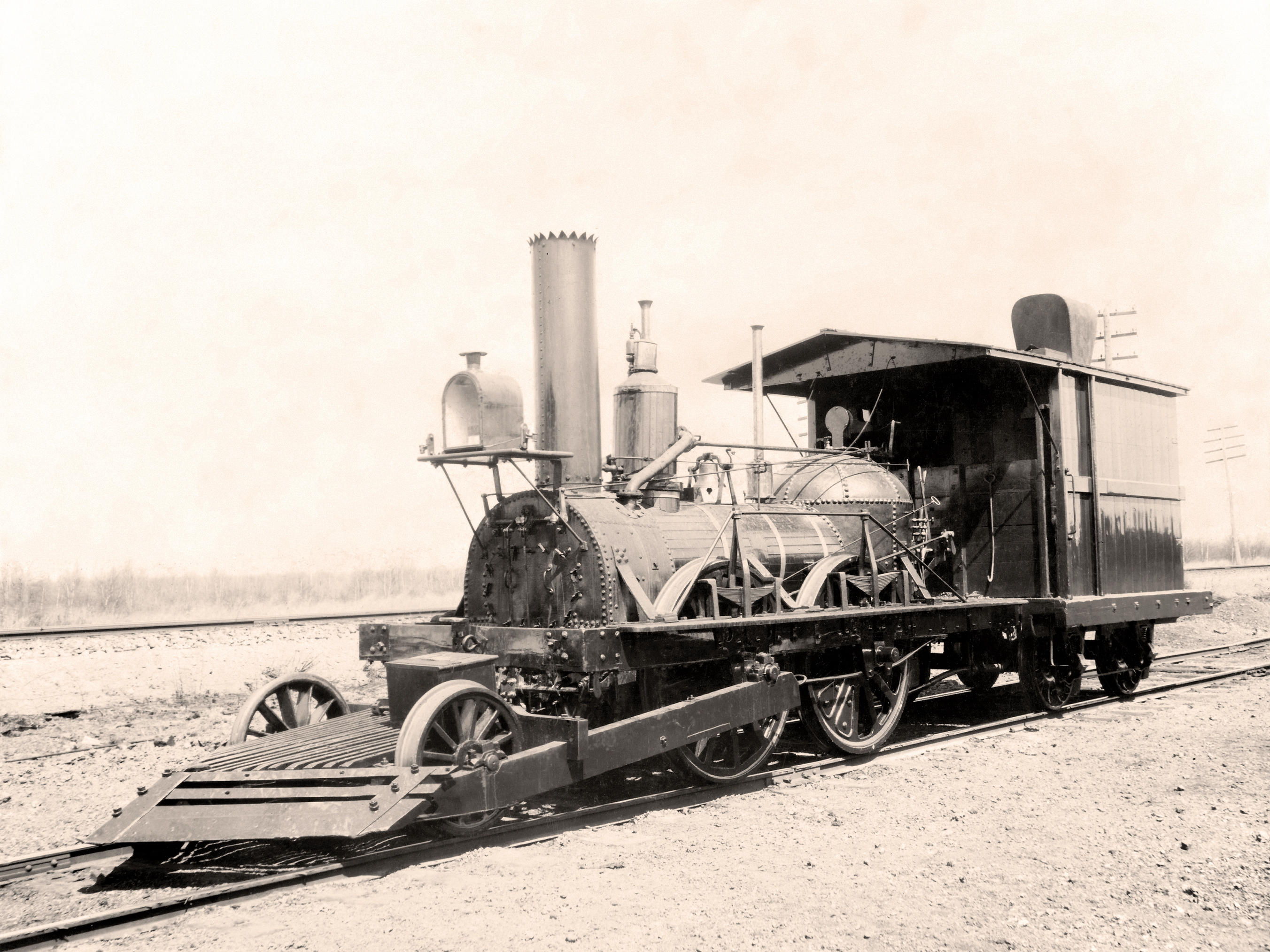
De locomotief in ca. 1893

John Bull was een van eerste stoomlocomotieven die in de Verenigde Staten in dienst gesteld werd. De locomotief werd gebouwd door Robert Stephenson and Company in Newcastle upon Tyne (Engeland) en verscheept naar de Verenigde Staten in 1831. Daar werd de koevanger gemonteerd en werd ze van andere koppelingen voorzien. 
Op 12 november 1831 kwam de machine in dienst bij de Camden & Amboy Railway. Ze was voorzien van een Stephenson-ketel en wielen, en met een Bury-vuurkist. 
De locomotief wordt tentoongesteld in het National Museum of American History in Washington. Een replica uit 1939 bevindt zich in het Railroad Museum of Pennsylvania.
De firma Bachmann Industries produceerde een modeltrein van de locomotief in de Amerikaanse versie, niet in de originele fabriekslevering. 